# Grahame Fox
Graham Brennan Fox (Cardiff, Gales del Sur) es un actor de cine y televisión, así como actor de voz galés.

## Filmografía
- The Runner (1992) como Mike.
- Bad Company (1992) como Darren.
- Thicker Than Water (1993) como Dalton.
- The Lifeboat (1994) como Marinero Ruso.
- Kavanagh QC (1996) como Policía.
- Darklands (1996) como DS Young.
- The New Adventures of Robin Hood (1997) como Friar Phillip.
- A Respectable Trade (1998) como John Bates.
- The Knock (1999) como Andy McKillop.
- Human Remains (2000) como Masseur.
- Bodywork (2001) como Danny Sparks.
- Lava (2001) como Darrel.
- High Hopes (2002) como Doug Truelove.
- Look Around You (2002) como Drunk Dad.
- Gente de barrio (2002) como Gavin.
- The Bench (2002) como Todd Taylor.
- Hardware (2003) como Cliente misterioso.
- The Blind Spot (2003) como Desk Sergeant.
- The Courtroom (2004) como Ian Finch.
- Dream Team (2006) como Vincent Burns.
- Aberfan: The Untold Story (2006) como Tip.
- Vampire Diary (2006) como Guardia de Seguridad.
- Outlanders (2007) como DS Jones.
- The Bill (1998-2008) como D.I. Long.
- One Day in Cochin (2008) como Jack Chance.
- iD3 (2009) como Detectivr Strickland.
- Glimpse (2009) como Detective.
- Las aventuras de Merlín (2010) como Rider.
- Los asesinatos de MIdsomer (2011) como Nick The Money.
- Stormhouse (2011) como Lieutenant Groves.
- Casualty (1999-2013) como DI Cook.
- The Invisible Woman (2013) como Station Guard.
- Mi gran oportunidad (2013).
- By Any means (2013) como Simon Enstone.
- Dirtymoney (2013) como Ron Marsh.
- Judas Ghost (2013) como Judas Ghost.
- Atlantis (2013) como Sabas.
- Game of Thrones (2014) como Ralf Kenning.
- Sons of Liberty (2015) como Private Wholey.
- Molly Moon and the Incredible Book of Hypnotism (2015) como Shotgun.
- The Last Kingdom (2015) como Smith.
- Da Vinci's Demons (2015) como Captain Barbarigo.
- Bucky (2016) como Dr. Mills.
- Dark Sould III (2016) como Eygon of Carim.
- Chosen (2016) como Major Nikitchenko.
- The Bunker (2016) como Comisionado.
- Ferris and the Fancy Pigeon (2016) como Peter.
- Endeavour (2017) como Zebulon Sadler.
- The Bunker (2017) como Comisionado Bishop.
- Doctors (2003-2017) como Mickey Kendrick.
- Safe House (2017) como Prisionero.
- Horizon (2017) como Gilroy.
- The Invisible Hour (2017) como Victor Mundy.
- Hannah (2018) como Detective Brown.
- Misión Imposible: Repercusión (2018) como Grand Palais Bouncer.
- World of Warcrasht: Battle of Azeroth.
- El Convento (2018) como Jeremiah.
- Gold Star (2018) como Mr. Adler.
- Horizon (2019) como Gilroy.
- Love, Death and Robots (2019) como Dispatch Voice.
- The Spanish Princess (2019) como Sargento de armas.
- Eve (2019) como Ben Carrington.
- The Crown (2019) como Worker 1.
- Assassin's Creed: Valhalla (2020).
- It Takes Two (2021) como Squirrel Chief.
- The Nevers (2021) como Crabby Cop.
- Eternals (2021) como Kro.
- Fear the Invisible Man como Marvel.